# Torre das Donzelas
Torre das Donzelas é um filme documental brasileiro de 2018, com a duração de 97 minutos e dirigido pela realizadora Susanna Lira, que definiu este seu filme como um apelo à resistência.
Torre das Donzelas debate e denuncia as experiências cruéis e brutais a que as mulheres prisioneiras foram sujeitas durante o período da Ditadura Militar brasileira (1964-1985), através dos relatos de diversas mulheres perseguidas e presas e das quais se destaca a ex-presidenta brasileira Dilma Rousseff. Neste filme, as mulheres ex-presas  políticas relatam o seu dia a dia - da limpeza das celas à importância da leitura na manutenção da esperança -, as torturas de que foram vítimas e de como foram capturadas pela sua luta pela democracia. O filme Torre das Donzelas recriou, a partir das memórias das ex-reclusas, um cenário semelhante ao presídio. O Presídio Tiradentes, onde se encontrava a Torre das Donzelas, parte do presídio para mulheres, foi demolido em 1973.
Torre das Donzelas estreou a 25 de setembro de 2019, no Cine Metrópolis, na Ufes e contou com a presença de Dilma Rousseff. Depois da estreia nos cinemas teve a sua estreia televisiva, a 22 de abril de 2020, no Canal Brasil.

## Sinopse
O documentário revisita a história de mulheres que sofreram torturas e lutaram contra o regime militar tendo sido encarceradas na chamada Torre das Donzelas, nome dado ao conjunto de celas femininas no Presídio Tiradentes em São Paulo, demolido em 1972.
A diretora Susanna Lira se interessou por esta prisão específica porque dela tinham saído mulheres potentes, importantes para a história do Brasil.
A partir de desenhos feitos por cada uma das entrevistadas com giz em um quadro, o título cria um campo de subjetividade ao reerguer uma torre cenográfica, inspirada em Dogville (2003), de Lars Von Trier. Outras referências cinematográficas para a construção audiovisual foram em César deve morrer (2012), dos Irmãos Taviani, e A imagem que falta (2013), documentário histórico de Rithy Panh sobre a ditadura no Camboja.
A cineasta pediu às entrevistadas que desenhassem, de acordo com a própria memória, como eram os corredores e celas que as abrigaram na década de 1970. A partir das lembranças, o filme recriou um cenário similar ao presídio, com grades, camas, banheiros e corredores inspirados nos traços de quem ali viveu. As ex-presidiárias comentam as torturas sofridas, contam como foram capturadas por sua militância democrática, detalham o dia a dia, desde a limpeza das celas até a importância da leitura na manutenção da esperança e o breve respiro a cada visita de um familiar.
A instalação cenográfica onde foram feitas as filmagens, que reconstitui o espaço carcerário, gerou destaque ao trabalho de direção de arte de Glauce Queiroz.
O documento fílmico centra-se na solidariedade e a integração entre as presas, que se juntam numa espécie de família, características evidentes nos depoimentos das participantes.
As participantes de Torre das Donzelas, algumas delas já falecidas, são: Rose Nogueira, Elza Lobo, Dilma Rousseff, Dulce Maia, Nair Benedicto, Leslie Beloque, Eva Teresa Skazufka, Robêni Baptista da Costa, Guida Amaral, Marlene Soccas, Maria Luiza Belloque, Nair Yumiko Kobashi, Ieda Akselrud Seixas, Lenira Machado, Ana Mércia, Ilda Martins da Silva, Iara Glória Areias Prado, Ana Maria Aratangy, Darci Miyaki, Vilma Barban, Telinha Pimenta, Sirlene Bendazzoli, Nadja Leite, Leane Ferreira de Almeida, Maria Aparecida dos Santos, Lucia Salvia Coelho e Janice Theodoro da Silva.

## Prêmios
- Prêmio Especial do Júri no Festival de Brasília em 2018[10][11]
- Prêmio Melhor Documentário em longa-metragem e Melhor Direção de Documentário no Festival de cinema do Rio de Janeiro em 2018[4][10][12]
- Prêmio Melhor Documentário no 12 ATLANTIDOC em 2018[6][13][14]
- Prêmio Petrobrás de Cinema na Mostra Internacional de Cinema de São Paulo em 2018[6][15]